# Борис Зихерл
Борис Зихерл (Трст, 25. септембар 1910 — Љубљана, 11. фебруар 1976) био је правник, филозоф, социолог, публициста, учесник Народноослободилачке борбе и друштвено-политички радник СФР Југославије и СР Словеније и јунак социјалистичког рада.

## Биографија
Рођен је 25. септембра 1910. године у Трсту. Касније се заједно са својом мајком преселио у Шкофју Локу, а после тога у Љубљану. новембра 1929. године, ступио је у Савез комунистичке омладине Југославије, а од лета 1930. члан је Комунистичке партије Југославије. Као студент Правног факултета у Љубљани, био је активан у левом студентском покрету. Од 1932. до 1933. године деловао је у привременом покрајинском руководству КПЈ за Словенију.
У јесен 1933. је ухапшен, а марта 1934. године осуђен по Закону о заштити државе на четири године робије коју је издржао у казнионици у Сремској Митровици. После изласка с робије наставио је студиј на Правном факултету у Љубљани, који је апсолвирао тик пред почетак Априлског рата 1941. године. Још од 1933. бавио се марксистичком публицистиком и издавао чланке у „Књижевности“, „Содобности“ и у брошурама под псеудонимом А. Пољанец и Станко Дорник.
После окупације Југославије илегално је деловао у Љубљани и 27. априла 1941. био један од представника комуниста на оснивачком састанку Освободилне фронте. Као секретар комисије за агитацију и пропаганду при Централном комитету КП Словеније, уређивао је едицију „Мала марксистичка књижица“, радио у редакцијама листова „Словенски порочевалец“, „Људска правица“, „Дело“ и „Радио-билтен“. Јануара 1943. године наставио је тај рад на ослобођеној територији.
У јесен 1943., био је делегат на Кочевском збору, где је изабран у Словеначки народноослободилачки одбор, односно Словеначки народноослободилачки савет. Уједно је водио Агитпроп ЦК КП Словеније и партијску школу на Рогу. Августа 1944. године, отишао је на Вис за члана пропагандног одела Врховног штаба НОВ и ПОЈ, а од октобра 1944. био је члан Агитпропа Централног комитета КПЈ у ослобођеном Београду.
По завршетку рата био је неко време уредник „Борбе“, а од августа 1945. до 1946. године заступао је ЦК КПЈ код ЦК ВКП (б) у Москви. До јуна 1947. године био је председник Комитета за науку и школство у влади ФНРЈ, затим поново на раду у Агитпропу ЦК КПЈ. Од новембра 1948. до новембра 1950. године био је директор Института за друштвене науке у Београду, затим до 1953. министар за науку и културу у Влади НР Словеније. Године 1954. изабран је за редовног професора Филозофског факултета у Љубљани. Од 1959. до 1964. године био је директор Института за социологију и филозофију при Универзитету у Љубљани, затим редовни професор на Високој школи за социологију, политичке науке и новинарство у Љубљани. Био је редовни члан „Словенске академије знаности и умјетности“.
Био је члан ЦК КП Словеније од 1948., од 1952. и члан ЦК КПЈ, а од 1954. године члан Извршног комитета ЦК СК Словеније. Од 1947. до 1967. био је савезни и више пута републички народни посланик. Низ година био је и члан Савезног одбора ССРН Југославије и и Главног одбора ССРН Словеније. Од 1963. године био је члан Савета федерације.
Умро је 11. фебруара 1976. године у Љубљани.